# Jonathan Motzfeldt
Jonathan Motzfeldt (Qassimiut, 25 de setembro de 1938 — Nuuk, 28 de outubro de 2010) foi a primeira pessoa a se tornar primeiro-ministro da Groenlândia, de 1 de maio de 1979 até 18 de março de 1991, tendo um segundo mandato entre 19 de setembro de 1997 até 14 de dezembro de 2002. Na época de sua morte, presidia o Conselho Nórdico Oeste.